# مایرون اولمن
مایرون اولمن (به انگلیسی: Myron Ullman) (زاده ۱۹۴۷) کارآفرین، بازرگان و مدیر ارشد اجرایی آمریکایی است، که اکنون به‌عنوان مدیر عامل اجرایی شرکت جی. سی. پنی فعالیت می‌نماید.